# Kasachischer Fußballpokal 1997/98
Der Kasachische Fußballpokal 1997/98 war die sechste Austragung des Pokalwettbewerbs im Fußball in Kasachstan nach der Unabhängigkeit von der Sowjetunion. Pokalsieger wurde Ertis Pawlodar, der sich im Finale gegen Qaisar-Hurricane Qysylorda durchsetzte.

## Modus
Außer im Finale wurde der Sieger in Hin- und Rückspiel ermittelt. Bei Torgleichheit entschied zunächst die Anzahl der auswärts erzielten Tore, danach eine Verlängerung und schließlich das Elfmeterschießen.

## Achtelfinale
| Datum             |                            | Gesamt    |                         | Hinspiel | Rückspiel |
| ----------------- | -------------------------- | --------- | ----------------------- | -------- | --------- |
| 15.06./21.06.1997 | Wostok-Adil Öskemen        | 0:2       | Batyr Ekibastus         | 0:1      | 0:1       |
| 15.06./21.06.1997 | Automobilist Schortandy    | 2:1       | Bolat Temirtau          | 0:1      | 2:0 n. V. |
| 15.06./21.06.1997 | FK Astana                  | (a)4:4(a) | Jelimai Semipalatinsk   | 3:0      | 1:4       |
| 15.06./21.06.1997 | FK Qairat Almaty           | 6:1       | Schiger Schymkent       | 5:0      | 1:1       |
| 15.06./21.06.1997 | Ulytau Schesqasghan        | 0:5       | Schachtjor-Ispat-Karmet | 0:2      | 0:3       |
| 15.06./21.06.1997 | Qaisar-Hurricane Qysylorda | 2:0       | FK Aqtöbe               | 1:0      | 1:0       |

## Viertelfinale
FK Taras und Ertis Pawlodar stiegen in dieser Runde ein.
| Datum             |                         | Gesamt |                            | Hinspiel | Rückspiel |
| ----------------- | ----------------------- | ------ | -------------------------- | -------- | --------- |
| 15.06./20.06.1997 | FK Taras                | 2:3    | Ertis Pawlodar             | 2:2      | 0:1       |
| 15.08./25.08.1997 | Schachtjor-Ispat-Karmet | 1:7    | FK Astana                  | 1:6      | 0:1       |
| 15.08./25.08.1997 | Batyr Ekibastus         | 1:4    | Qaisar-Hurricane Qysylorda | 0:1      | 1:3       |
| 08.10./12.10.1997 | Automobilist Schortandy | 2:3    | FK Qairat Almaty           | 1:1      | 1:2       |

## Halbfinale
| Datum             |                            | Gesamt |                  | Hinspiel | Rückspiel |
| ----------------- | -------------------------- | ------ | ---------------- | -------- | --------- |
| 10.05./23.05.1998 | Qaisar-Hurricane Qysylorda | 2:1    | FK Qairat Almaty | 1:1      | 1:0       |
| 10.05./23.05.1998 | FK Qairat Almaty           | 0:2    | Ertis Pawlodar   | 0:1      | 0:1       |

## Finale
| Paarung                    | Ertis Pawlodar – Qaisar-Hurricane Qysylorda |
| Ergebnis                   | 2:1 n. V. (1:1, 0:0) |
| Datum                      | 10. Juni 1998 |
| Stadion                    | Zentralstadion, Almaty |
| Zuschauer                  | 3.000 |
| Schiedsrichter             | Jewgeni Schkarin |
| Tore                       | 1:0 Wiktor Antonow (50.) 1:1 Marat Esmuratow (60.) 2:1 Wiktor Antonow (92.) |
| Ertis Pawlodar             | Igor Schebin – Oyrat Sәdujow, Oleg Timets, Sultan Әbildajew, Nurmat Myrsabajew – Wiktor Antonow, Andrei Kutscherjawych, Sergei Kalabuchin, Alexei Kischin (63. Rachman Asuchanow) – Samuel Kostandjan, Witali Kizak Cheftrainer: Wait Talgajew      |
| Qaisar-Hurricane Qysylorda | Oleg Woskoboynikow – Seriq Әbduәlijew, Kalandar Achmedow, Radion Mosgowoi, Marat Esmuratow – Wladimir Buntow, Teleuhan Turmaghambetow, Asamat Nijasymbetow, Andrei Waganow – Nurken Masbajew, Wladimir Loginow Cheftrainer: Schaysidin Kenschebajew |
| Gelbe Karten               | Sultan Әbildajew – Kalandar Achmedow |